# Плосківська сільська рада (Путильський район)
Пло́сківська сільська́ ра́да — адміністративно-територіальна одиниця та орган місцевого самоврядування в Путильському районі Чернівецької області. Адміністративний центр — село Плоска.

## Загальні відомості
- Населення ради: 1 061 особа (станом на 2001 рік)

## Населені пункти
Сільській раді підпорядковані населені пункти:
- с. Плоска
- с. Лустун

## Склад ради
Рада складається з 16 депутатів та голови.
- Голова ради: Габур Петро Петрович
- Секретар ради: Ліска Галина Василівна

### Керівний склад попередніх скликань
| Прізвище, ім'я, по батькові    | Основні відомості                                                                     | Дата обрання | Дата звільнення |
| ------------------------------ | ------------------------------------------------------------------------------------- | ------------ | --------------- |
| Ігнатюк Дмитро Олексійович     | Сільський голова, 1950 року народження                                                | 26.03.2006   | 18.06.2008      |
| Горбан Микола Іванович         | Сільський голова, 1972 року народження, член Всеукраїнського об'єднання «Батьківщина» | 30.11.2008   | 31.10.2010      |
| Ревуцький Олександр Григорович | Сільський голова, 1973 року народження, освіта середня загальна, безпартійний         | 31.10.2010   | 09.09.2012      |
| Габур Петро Петрович           | Сільський голова, 1947 року народження, освіта вища, безпартійний                     | 09.09.2012   |                 |

Примітка: таблиця складена за даними сайту Верховної Ради України

### Депутати
За результатами місцевих виборів 2010 року депутатами ради стали:

#### За суб'єктами висування
| Суб'єкт висування                                       | Кількість обраних депутатів | %    |
| ------------------------------------------------------- | --------------------------- | ---- |
| Самовисування                                           | 7                           | 43,8 |
| Партія регіонів                                         | 4                           | 25   |
| Політична партія Всеукраїнське об'єднання «Батьківщина» | 3                           | 18,8 |
| Комуністична партія України                             | 1                           | 6,3  |
| Народна партія                                          | 1                           | 6,3  |

#### За округами
| № округу                                                | Прізвище, ім'я, по батькові   | Дата визнання обраним | Освіта  | Партійна приналежність                        | Відомості про обраного депутата                        |
| ------------------------------------------------------- | ----------------------------- | --------------------- | ------- | --------------------------------------------- | ------------------------------------------------------ |
| Комуністична партія України                             |                               |                       |         |                                               |                                                        |
| 11                                                      | Тонієвич Тетяна Танасіївна    | 04.11.2010            | середня | позапартійна                                  | тимчасово не працює                                    |
| Народна Партія                                          |                               |                       |         |                                               |                                                        |
| 2                                                       | Ліска Марія Максимівна        | 04.11.2010            | вища    | позапартійна                                  | пенсіонер                                              |
| Партія регіонів                                         |                               |                       |         |                                               |                                                        |
| 6                                                       | Чев'юк Борис Миколайович      | 04.11.2010            | середня | член Партії регіонів                          | приватний підприємець                                  |
| 13                                                      | Пазюк Сергій Васильович       | 04.11.2010            | вища    | член Партії регіонів                          | Плосківський фельдшерсько-акушерський пункт, завідувач |
| 15                                                      | Кирян Танасій Петрович        | 04.11.2010            | середня | член Партії регіонів                          | тимчасово не працює                                    |
| 16                                                      | Рубаний Валентин Дмитрович    | 04.11.2010            | вища    | член Партії регіонів                          | сільський клуб с. Лустун, завідувач                    |
| Політична партія Всеукраїнське об'єднання «Батьківщина» |                               |                       |         |                                               |                                                        |
| 9                                                       | Данилащук Петро Іванович      | 04.11.2010            | середня | член Всеукраїнського об'єднання «Батьківщина» | тимчасово не працює                                    |
| 10                                                      | Данилащук Орися Миколаївна    | 04.11.2010            | середня | член Всеукраїнського об'єднання «Батьківщина» | тимчасово не працює                                    |
| 12                                                      | Годлевський Анатолій Петрович | 04.11.2010            | вища    | член Всеукраїнського об'єднання «Батьківщина» | ПСП «Зоря Карпат», голова                              |
| Самовисування                                           |                               |                       |         |                                               |                                                        |
| 1                                                       | Файчук Юрій Іванович          | 04.11.2010            | середня | позапартійний                                 | тимчасово не працює                                    |
| 3                                                       | Кимович Інна Василівна        | 04.11.2010            | середня | позапартійна                                  | приватний підприємець                                  |
| 4                                                       | Ліска Галина Василівна        | 04.11.2010            | вища    | позапартійна                                  | Плосківська сільська рада, секретар                    |
| 5                                                       | Лазар Аліса Петрівна          | 04.11.2010            | вища    | позапартійна                                  | Плосківський дошкільний навчальний заклад, завідувачка |
| 7                                                       | Горбан Ілля Костянтинович     | 04.11.2010            | вища    | позапартійний                                 | Плосківське лісництво, майстер лісу                    |
| 8                                                       | Асецький Віктор Миколайович   | 04.11.2010            | вища    | позапартійний                                 | приватний підприємець                                  |
| 14                                                      | Вишняк Вікторія Яківна        | 04.11.2010            | середня | позапартійна                                  | тимчасово не працює                                    |